# Harald Axelsson

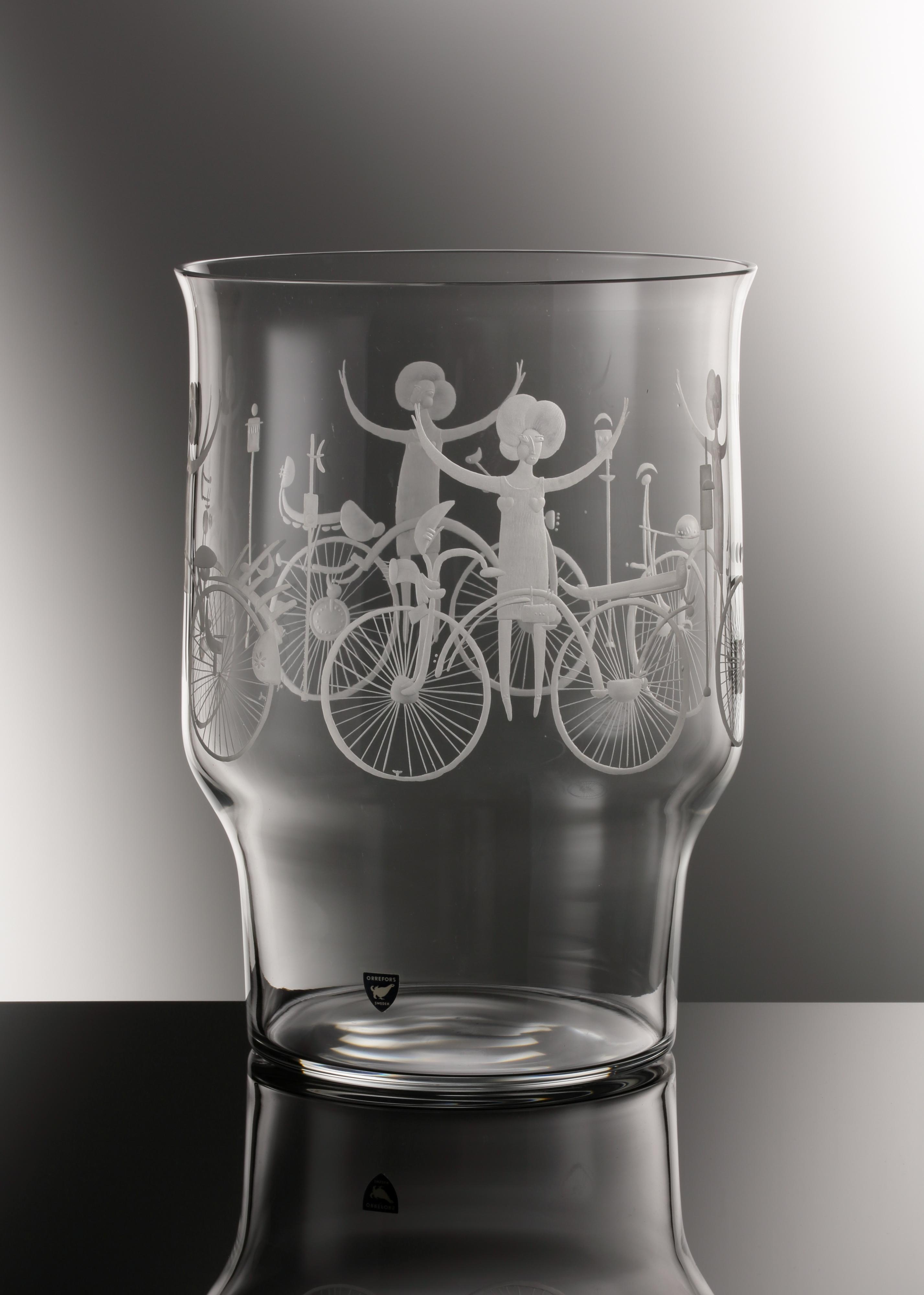
Glasvas och graverad av Harald Axelsson och formgiven av Gunnar Cyrén

Harald Axelsson, född 16 mars 1928 i Draftinge, Småland, död 15 mars 2011 i Charlottenberg, var en svensk glasgravör med signaturen HAX. Axelsson var bland annat verksam vid Magnor Glassverk.
Axelsson var utbildad vid skolan för glasgravörer i Orrefors 1946–1949. Han deltog i flera utställningar i Norden och USA. Axelssons alster har bland annat köpts in av LO, SAF, Trygg-Hansa, Stockholms landsting och Corning Museum of Glass i New York. Axelsson har utfört flera jubileumsgåvor till bland annat Olav V, norska kungaparets silverbröllop, Karlstads 400-årsjubileum och Swedish Rally 2000.